# Nupedia
A Nupedia foi uma enciclopédia online cujos artigos foram escritos por colaboradores voluntários com conhecimento adequado no assunto, revisados por editores especializados antes da publicação e licenciados como conteúdo livre. Foi fundada por Jimmy Wales e subscrita pela Bomis, com Larry Sanger como editor-chefe. A Nupedia operou de outubro de 1999 a setembro de 2003. É mais conhecido hoje como o antecessor da Wikipédia, mas a Nupedia tinha um processo de aprovação de sete etapas para controlar o conteúdo dos artigos antes de serem postados, em vez de atualização ao vivo baseada na wiki. A Nupedia foi projetada por um comitê, com especialistas para predefinir as regras, e aprovou apenas 21 artigos em seu primeiro ano, em comparação com a Wikipédia que postou 200 artigos no primeiro mês e 18 mil no primeiro ano.
Diferentemente da Wikipédia, a Nupedia não era uma wiki; em vez disso, caracterizou-se por um extenso processo de revisão por pares, projetado para tornar seus artigos de qualidade comparável à das enciclopédias profissionais. A Nupedia queria que acadêmicos (idealmente com doutorado) oferecessem conteúdo voluntário. Antes de encerrar suas atividades, a Nupedia produziu 24 artigos aprovados que haviam completado seu processo de revisão (também existiam três artigos em duas versões de tamanhos diferentes),[carece de fontes?] e outros 150 artigos estavam em andamento. Wales preferia a postagem de artigos mais fácil da Wikipédia, enquanto Sanger preferia a abordagem revisada por pares usada pela Nupedia e mais tarde fundou a Citizendium em 2006 como uma alternativa à Wikipédia revisada por especialistas.
Em junho de 2008, a CNET UK listou a Nupedia como um dos maiores sites extintos da ainda jovem história da Internet, observando como o controle estrito limitou a postagem de artigos.

## História

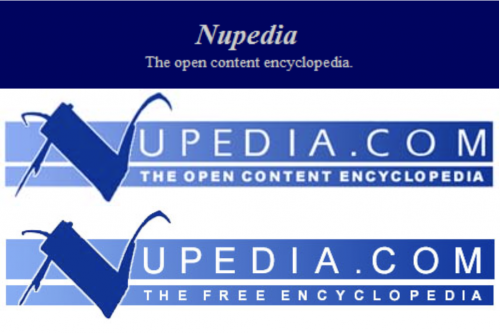
Todos os três logotipos usados pela Nupedia. O primeiro logotipo foi usado de março a agosto de 2000, o segundo de agosto de 2000 a fevereiro de 2001 e o terceiro de fevereiro de 2001 a setembro de 2003

Em outubro de 1999, Jimmy Wales começou a pensar em uma enciclopédia online construída por voluntários e, em janeiro de 2000, contratou Larry Sanger para supervisionar seu desenvolvimento. O projeto foi oficialmente lançado online em 9 de março de 2000. Em novembro de 2000, entretanto, apenas dois artigos completos haviam sido publicados.
Desde o início, a Nupedia foi uma enciclopédia de conteúdo livre, com a Bomis com a intenção de gerar receita com anúncios online no Nupedia.com. Inicialmente, o projeto usava uma licença própria, a Nupedia Open Content License. Em janeiro de 2001, mudou para a GNU Free Documentation License por insistência de Richard Stallman e da Free Software Foundation. Também em janeiro de 2001, a Nupedia iniciou a Wikipédia como um projeto paralelo para permitir a colaboração em artigos antes de entrar no processo de revisão por pares. Isso atraiu o interesse de ambos os lados, pois proporcionou a estrutura menos burocrática preferida pelos defensores da Gnupedia. Como resultado, o GNU nunca se desenvolveu realmente, e a ameaça de competição entre os projetos foi evitada. À medida que a Wikipédia cresceu e atraiu contribuidores, ela rapidamente desenvolveu vida própria e começou a funcionar em grande parte independentemente da Nupedia, embora Sanger inicialmente liderasse a atividade na Wikipédia em virtude de sua posição como editor-chefe da Nupedia.
Além de levar à descontinuação do projeto GNU, a Wikipédia também levou ao desaparecimento gradual da Nupedia. Devido ao colapso da economia da internet na época, Jimmy Wales decidiu interromper o financiamento de um editor-chefe assalariado em dezembro de 2001, e Sanger demitiu-se de ambos os projetos logo depois. Após a saída de Sanger, a Nupedia tornou-se cada vez mais uma reflexão tardia para a Wikipédia; dos artigos da Nupedia que concluíram o processo de revisão, apenas dois o fizeram depois de 2001. À medida que a Nupedia se tornava inativa, a ideia de convertê-la em uma versão estável de artigos aprovados da Wikipédia foi ocasionalmente abordada, mas nunca implementada. Mais tarde, o servidor da Nupedia caiu em setembro de 2003. O conteúdo enciclopédico da Nupedia, muitas vezes descrito como limitado, foi assimilado pela Wikipédia.

## Processo editorial

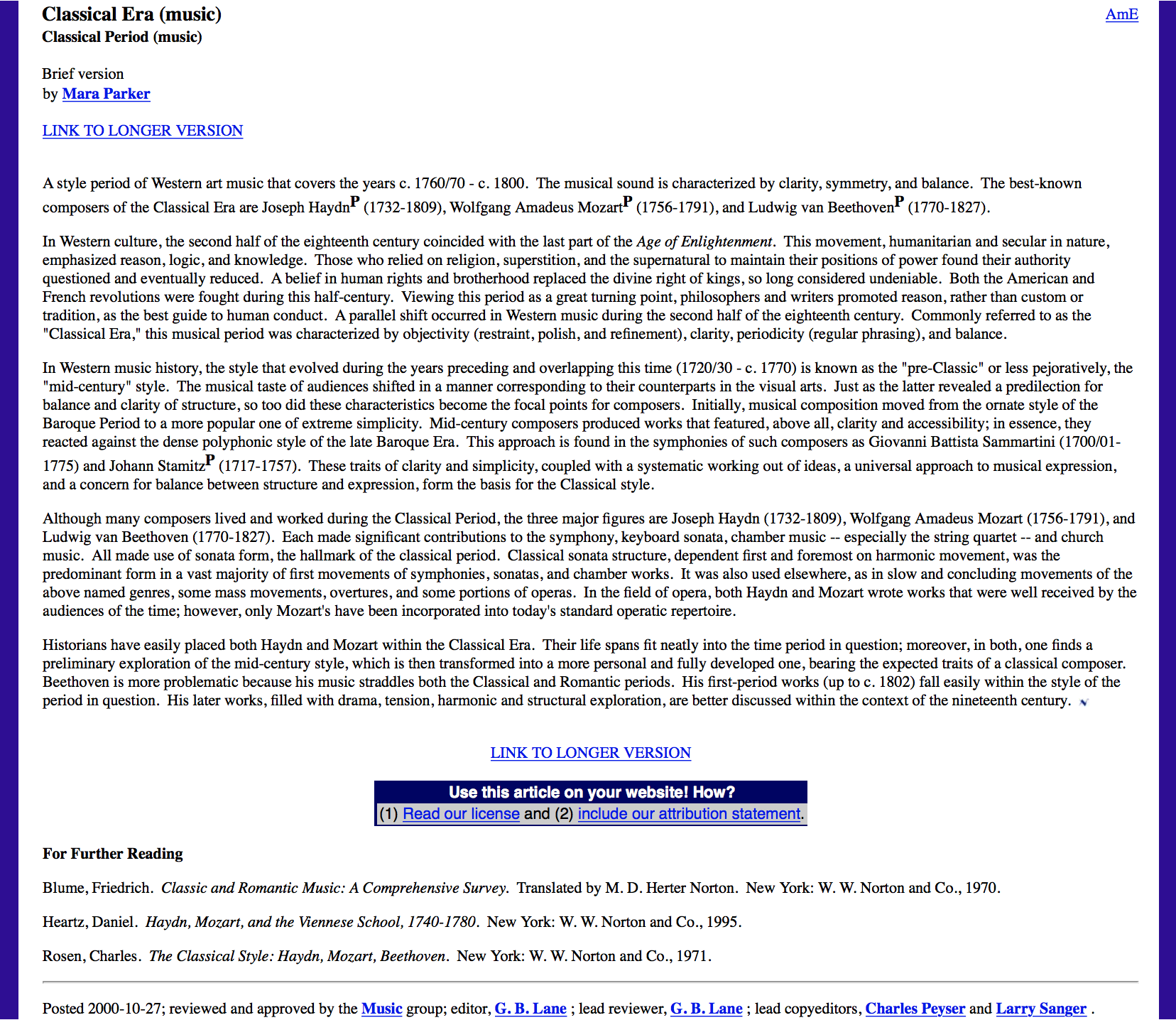
Exemplo de um artigo da Nupedia sobre a era clássica da música.

A Nupedia teve um processo editorial de sete etapas, consistindo em:
1. Atribuição
2. Encontrar um revisor líder
3. Revisão do líder
4. Revisão aberta
5. Edição de texto do líder
6. Edição de texto aberta
7. Aprovação e marcação finais

Esperava-se que os autores tivessem conhecimento especializado (embora a definição de especialista permitisse um grau de flexibilidade, e foi reconhecido que alguns artigos poderiam ser escritos por um bom escritor, em vez de um especialista em si) e esperava-se que os editores que aprovassem os artigos para publicação fossem "verdadeiros especialistas em suas áreas e (com poucas exceções) [que] possuíssem doutorado".
Ruth Ifcher era alguém de quem Sanger dependia e com quem trabalhava de perto nas políticas e procedimentos iniciais da Nupedia. Ifcher, com vários diplomas superiores, era programador de computador e ex-editor de texto e concordou em ser editor-chefe voluntário. :37

## Desenvolvimento de software
A Nupedia foi desenvolvido pelo software colaborativo NupeCode. NupeCode é um software de código aberto/livre (lançado sob a GNU General Public License) projetado para grandes projetos de revisão por pares. O código estava disponível através do repositório CVS da Nupedia. Um dos problemas enfrentados pela Nupedia durante grande parte de sua existência foi a falta de funcionalidade do software. Grande parte da funcionalidade que faltavam haviam sido simuladas usando blocos de texto sublinhados que pareciam ser hiperlinks, mas na verdade não eram.[carece de fontes?]
Como parte do projeto, uma nova versão do software original (chamado "NuNupedia") estava em desenvolvimento. O NuNupedia foi implementado para testes no SourceForge, mas nunca atingiu um estágio de desenvolvimento suficiente para substituir o software original.